# Шортенс
Шортенс (нім. Schortens) — місто в Німеччині, розташоване в землі Нижня Саксонія. Входить до складу району Фрисландія.
Площа — 68,67 км2. Населення становить 20 590 ос. (станом на 31 грудня 2021).